# Ли Сън Хун
Ли Сън-хун, или Сангхо Лий, или Сън-хун Лий на корейски: 이승훈 (на английски: Lee Seung-hoon) е южокорейски кънкобегач. Двукратен олимпийски шампион на зимните олимпийски игри в Пьонгчанг през 2018 г.. Общо носител на 3 злати и 2 сребърни Олимпийски медала.
Двукратен световен шампион в шорт-трека, световен шампион в масовия-старт на Световния шампионат по бързо пързаляне с кънки в отделните дистанции през 2016. Четирикратен шампион в шампионата на Южна Корея в класическото многоборие.
Ли е роден на 6 март 1988 г. в Пусан.

## Лични рекорди
- 500 метра – 36,34 (28 декември 2010 г., Харбин)
- 1000 метра – 1.23,90 (1 декември 2001 г., Сеул)
- 1500 метра – 1.44,83 (3.декември 2017 г., Калгари)
- 3000 метр – 3.50,80 (4 януари 2011 г., Сеул)
- 5000 метра – 6.14,67 (12 декември 2009 г., Солт Лейк Сити)
- 10000 метра – 12.57,27 (19 февруари 2011 г., Солт Лейк Сити) – Олимпийски рекорд

## Успехи
Световно първенство:
- „Световен шампион“ (3): (1 в шорттрека (Каннин, 2017) и 2 в бързото пързаляне с кънки (Коломна, 2016)
- „Вице-шампион“ (4): (2 – в бързото пързаляне с кънки (Инцел – 2011), (Сочи – 2013) и 2 в шорттрека (Чхунчхон – 2005) и Пекин – 2005)
- „Бронзов медал“ (3): (1 – в бързото пързаляне с кънки (Хееренвеен – 2015) и 2 в шорттрека (Пекин – 2005) и (Харбин – 2008)

Олимпийски игри:
- „Олимпийски шампион“ (3): 2010 Ванкувър, Сочи 2014 и 2018 в Пьонгчанг
- „Вице-шампион“ (2): 2010 Ванкувър и Сочи 2014

### Олимпийски игри
| Олимпиада      | 500 м. | 1000 м. | 1500 м. | 5000 м. | 10000 м. | Масов старт | Отборно преследване |
| -------------- | ------ | ------- | ------- | ------- | -------- | ----------- | ------------------- |
| 2010 Ванкувър  | -      | -       | -       | Сребро  | Злато    | -           | 5-о                 |
| 2014 Сочи      | -      | -       | -       | 12-о    | 4-то     | -           | Сребро              |
| 2018 Пьонгчанг | -      | -       | -       | 5-о     | 4-то     | Злато       | Сребро              |